# Jakubowski (herb szlachecki)

Herb szlachecki Jakubowski

Jakubowski – polski herb szlachecki z nobilitacji, odmiana herbu Topacz.

## Opis herbu
Opis zgodnie z klasycznymi regułami blazonowania: 

W polu srebrnym, skrzydło czarne orle na takiejże stopie orlej. Nad hełmem korona.

## Najwcześniejsze wzmianki
Nadany 10 grudnia 1765 Wojciechowi Jakubowskiemu.

## Herbowni
Jedna rodzina herbownych (herb własny):
- Jakubowski.